# International Journal of Molecular Sciences
Das International Journal of Molecular Sciences, abgekürzt Int. J. Mol. Sci., ist eine wissenschaftliche Fachzeitschrift, die vom MDPI-Verlag nach dem Open-Access-Modell veröffentlicht wird. Die Zeitschrift erscheint mit zwölf Ausgaben im Jahr. Es werden Artikel aus der Chemie und Molekularbiologie veröffentlicht.
Der Impact Factor lag für das Jahr 2020 bei 5,924. Nach der Statistik des Web of Science wird das Journal mit diesem Impact Factor in der Kategorie multidisziplinäre Chemie an 49. Stelle von 178 Zeitschriften und in der Kategorie Biochemie & Molekularbiologie an 67. Stelle von 295 Zeitschriften geführt.